# یواس‌اس رادنی ام دیویس (اف‌اف‌جی-۶۰)
یواس‌اس رادنی ام دیویس (اف‌اف‌جی-۶۰) (به انگلیسی: USS Rodney M. Davis (FFG-60)) یک کشتی است که طول آن ۴۵۳ فوت (۱۳۸ متر), در کل می‌باشد. این کشتی  در سال ۱۹۸۶ ساخته شد.